# Мегри (река, впадает в Кяльгозеро)
Мегри — протока в России, протекает по территории Поросозерского сельского поселения Суоярвского района Республики Карелии. Длина реки — 3 км.

## Общие сведения
Протока берёт начало из озера Мегриярви на высоте 190,0 м над уровнем моря.
Впадает на высоте 189,1 м над уровнем моря в Кяльгозеро — исток реки Мегри, впадающей в озеро Кинаспуоли, соединяющееся протокой без названия с рекой Суной.
В среднем течении Мегри протекает через озеро Соярви.
Населённые пункты на реке отсутствуют.
Код объекта в государственном водном реестре — 01040100212002000015119.